# Église Saint-Médard de Guise
L'église Saint-Médard est une église située à Guise, en France.

## Description
Composée de brique et de pierre, trois types de couverture se détachent: un toit à longs pans, une flèche polygonale et un toit en ardoise sur une voûte d'ogives.

## Localisation
L'église est située sur la commune de Guise, dans le département de l'Aisne.